# نادي فاقوس
نادي فاقوس أو نادي فاقوس الرياضي، هو نادي رياضي مصري يقع بمحافظة الشرقية بمدينة فاقوس، تأسس عام 1938، النادي هو الغريم اللدود لنادي الشرقية والمباراة بينهم تعتبر ديربي محافظة الشرقية.
يلعب نادي فاقوس على ملعب فاقوس أو الساحة الشعبية كما يطلق عليها اهالي المدينة وهو ملعب متعدد الأستخدامات يقع في وسط المدينة.